# 謝永郁
謝永郁（1934年10月23日—），外號「亞洲鐵人」，台灣男子職業高爾夫球運動員，曾於1964、65、68及69年四次拿下亞洲巡迴賽總冠軍，當時與呂良煥、謝敏男、郭吉雄及許勝三一同被稱為「亞洲球王」。